# Shopping social
Le shopping social, ou shopping collaboratif ou encore shopping communautaire, est une application de commerce en ligne ayant pour ambition de reproduire sur Internet les usages sociaux des consommateurs des boutiques traditionnelles. Se basant sur le concept de la sagesse des foules, les utilisateurs communiquent entre eux et enrichissent les informations sur les produits, les prix, les avis de consommateurs. Plusieurs sites permettent aux utilisateurs de regrouper des produits dans des listes thématiques et de partager ses listes avec ses amis.